# Ossia

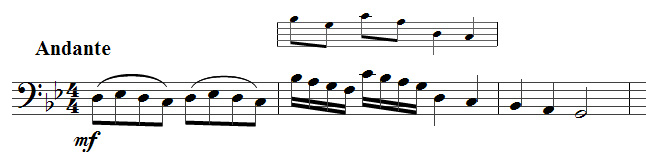
Voorbeeldje van een ossia voor een cellostukje

Ossia is een muziekterm die aanduidt dat er in een partituur een alternatief genoteerd is ter uitvoering van de muziek. Er bestaan zowel ossia's van de componist als van de uitgever of bewerker van de partituur.
Het woord ossia stamt uit het Italiaans en betekent 'alternatief'. Het werd oorspronkelijk gespeld als 'o sia' (= ofwel).
Zo betekent ossia 8va dat er naar keuze een octaaf hoger gespeeld kan worden.
Het ossia wordt meestal boven de te vervangen passage genoteerd, maar soms ook eronder, zie het voorbeeld hieronder:

## Functie
Ossia's kunnen diverse functies hebben:
- Een vereenvoudigde notatie van een passage
- Een makkelijker speelbare passage
- Een moeilijker speelbare passage
- Een variatie op de 'normale' passage
- Een uitvoeringswijze van een eronder genoteerde versiering
- Een hulpmiddel bij de studie, zoals een alternatieve vingerzetting, of vooroefening
- Een hulpmiddel voor improvisaties (bv. door een bruikbare reeks te noteren)
- Een alternatief uit een andere editie weergeven
- Een alternatief van de compositie of delen daarvan weergeven op grond van vermoedelijke schrijf- of drukfouten
- Een uitgewerkte cadens weergeven
- Een alternatief geven voor op sommige instrumenten onspeelbare passages
- Een alternatieve uitwerking van een begeleiding bij bijvoorbeeld een coupletlied, omdat de tekst anders loopt, en de muziek dus aan de tekst moet worden aangepast in de herhalingen
- Een mogelijke interpretatie weergeven van ritmisch pluri-interpretabele passages (bijvoorbeeld in barokmuziek waar in een 6/8 maat gepuncteerde figuren als een achtste-punt-zestiende beweging in voorkomen)
- Een weergave er bij zetten van een uitvoering door bijvoorbeeld bepaalde beroemde musici

## Gebruik
In de vocale Belcantotraditie gebruikt men ook vaak ossia's om een meer versierde versie van de vocale lijn te illustreren.
In muziek uit de romantiek hebben veel componisten zelf ossia's aangebracht. Zo schreef Franz Liszt regelmatig diverse ossia's boven de notenbalken om varianten aan te geven van de gebruikelijke speelwijze. 

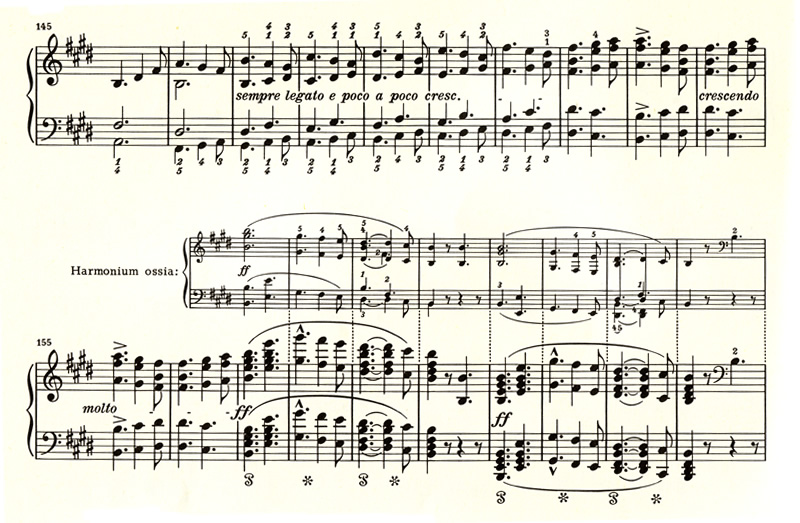
Voorbeeld van een 'ossia' in het pianowerk Angelus! uit de Années de Pèlerinage van Franz Liszt, waarbij in plaats van de reguliere pianopartij gedurende enkele maten een harmoniumpartij wordt weergegeven. Dit suggereert dat dit stuk ook in zijn geheel op harmonium gespeeld zou kunnen worden.

Een ongebruikelijk ossia zit in het Vioolconcert van Alban Berg waar diverse ossia-delen zijn ingebed in de vioolsolo. Als de solist ervoor kiest deze ossia's te spelen dan dient de concertmeester op zijn beurt andere ossia's te spelen, die normaliter in de soloviool staan, maar verloren dreigen te gaan omdat de solist die lijn dan zelf niet meer speelt.